# Cinergie
Pour les articles ayant des titres homophones, voir Cinergi Pictures et Synergie (homonymie).
Cinergie.be est un webzine consacré au cinéma belge en communauté française.

## Histoire
En 1981, l'ancêtre de cinergie.be naît sous la forme de Feuillets d'information sous l'égide du Service audiovisuel de la Commission française de la culture. L'information se concentre sur les programmes des ciné-clubs bruxellois. Rebaptisés en 1982 Cinéma en marge, cinéma en marche, les feuillets sont intégrés au magazine Visions fondé par un groupe de journalistes indépendants.
À la suite du rachat de Visions par le magazine français Studio, Cinéma en marge, cinéma en marche prend en 1987 le nom de Cinergie.
En 1992, Cinergie se constitue en ASBL. En 1996, un site internet est créé. Trois ans après, l'entreprise acquiert le nom de domaine cinergie.be.

## Publications
De 1981 à 1996, la publication du magazine se fait sur papier. En octobre 1996 est lancé le n°0 de Webzine, qui contient des entrevues, des critiques et des reportages sur les tournages. 
Depuis novembre 1996, le webzine paraît sans discontinuité, publiant des informations sur l'actualité du cinéma belge, les tournages, les sorties en salles et des entrevues avec les professionnels du 7e art. Le site comprend également un volet Annuaire des professionnels avec les coordonnées des personnes et des organisations qui font le cinéma, ainsi que un service d'Annonces de casting, demandes et propositions de services dans l'audiovisuel, une boutique de DVD et des publications en vente sur le site et un Agenda culturel.